# マミジロクイナ
マミジロクイナ（Poliolimnas cinerea）は、ツル目クイナ科マミジロクイナ属に分類される鳥類。

## 分布
- P. c. cinereus

インドネシア（ジャワ島、スマトラ島、ブル島、フローレス島）、マレーシア
- P. c. leucophrys

インドネシア（モルッカ諸島、ニューギニア島）、オーストラリア北部、パプアニューギニア（ビスマルク諸島、ニューギニア島）
- P. c. meeki

パプアニューギニア（セントマシアス島）
- P. c. micronesiae

アメリカ合衆国（グアム島）、パラオ、ミクロネシア連邦
- P. c. ocularis

インドネシア（スラウェシ島）、フィリピン
- P. c. tannensis

ソロモン諸島、バヌアツ、フィジー、フランス（ニューカレドニア）

### 絶滅した分布域
- P. c. brevipes　マミジロクイナ

日本（硫黄島）

## 形態
全長17.8-19センチメートル。頭頂の羽衣は暗青灰色や灰褐色。体上面の羽衣は暗黄褐色。顔や胸部の羽衣は灰色や灰青色。嘴基部から眼上部に眉状（眉斑）、また嘴基部から眼下部、耳孔を被う羽毛（耳羽）にかけて白い筋模様が入る。体側面から腹部、尾羽基部の下面を被う羽毛（下尾筒）は淡褐色や赤褐色。
虹彩は赤い。嘴は黄色や黄緑色で、基部が赤い。後肢は淡緑色や黄緑色。

## 分類
- Poliolimnas cinerea cinerea
- Poliolimnas cinerea leucophrys
- Poliolimnas cinerea meeki
- Poliolimnas  cinerea micronesiae
- Poliolimnas cinerea ocularis
- Poliolimnas  cinerea tannensis

### 絶滅亜種
- Poliolimnas cinerea brevipes　　マミジロクイナ

## 生態
湿原、湖、河川などに生息する。渡りは行わない。
食性は動物食で、魚類やその卵、カエル、昆虫、クモなどを食べる。
繁殖形態は卵生。地表に草などを組み合わせた巣を作り、3-7個の卵を産む。雌雄交代で抱卵し、抱卵期間は18日。生後1年で性成熟すると考えられている。

## 人間との関係
亜種マミジロクイナは1911年以降の採集例、1924年以降の発見例がないことから絶滅したと考えられている。
絶滅（環境省レッドリスト）